# Jun'ya Ōsaki
Jun'ya Ōsaki (大﨑 淳矢 Ōsaki Jun'ya?, nacido el 2 de abril de 1991 en Toyama) es un futbolista japonés que se desempeña como centrocampista.

## Trayectoria

### Clubes
| Club                | País  | Año         |
| ------------------- | ----- | ----------- |
| Sanfrecce Hiroshima | Japón | 2009 - 2012 |
| Tokushima Vortis    | Japón | 2013 - 2017 |
| Renofa Yamaguchi FC | Japón | 2018 -      |

## Estadística de carrera

### J. League
| Club                | Año   | J. League | J. League | Copa J. League | Copa J. League | Total | Total |
| Club                | Año   | Part.     | Goles     | Part.          | Goles          | Part. | Goles |
| ------------------- | ----- | --------- | --------- | -------------- | -------------- | ----- | ----- |
| Sanfrecce Hiroshima | 2009  | 1         | 0         | 3              | 1              | 4     | 1     |
| Sanfrecce Hiroshima | 2010  | 9         | 2         | 1              | 0              | 10    | 2     |
| Sanfrecce Hiroshima | 2011  | 0         | 0         | 0              | 0              | 0     | 0     |
| Sanfrecce Hiroshima | 2012  | 12        | 1         | 3              | 0              | 15    | 1     |
| Tokushima Vortis    | 2013  | 41        | 8         | -              | -              | 41    | 8     |
| Tokushima Vortis    | 2014  | 31        | 0         | 3              | 2              | 34    | 2     |
| Tokushima Vortis    | 2015  | 28        | 1         | -              | -              | 28    | 1     |
| Tokushima Vortis    | 2016  | 34        | 6         | -              | -              | 34    | 6     |
| Tokushima Vortis    | 2017  | 18        | 6         | -              | -              | 18    | 6     |
| Total               | Total | 174       | 24        | 10             | 3              | 184   | 27    |